# Джингл
Джингл (англицизм от англ. jingle) — музыкальный или вокальный продакшн-элемент оформления радио- или телеэфира.
Джингл представляет собой короткую законченную музыкальную фразу с вокальной пропевкой. Бо́льшая часть джинглов носит идентификационный характер, то есть позиционирует станцию в эфирном пространстве. Пример текстового контента джингла: «Вы слушаете X на частоте Y» или «Радио T на волне K». Хронометраж варьируется от 3 до 30 секунд. Вокальная пропевка — чаще всего многоголосье, с названием радиостанции и/или её частоты, наименования программы на радио или телевидении. В случае рекламного характера джингл может содержать название бренда и слоган.
Набор джинглов, связанный названием станции, эфирной частотой, музыкальным форматом и вокально-голосовой подачей называется джингловым пакетом.
Над созданием джинглов трудятся композитор, аранжировщик, звукорежиссёр, а также дикторы и вокалисты. В некоторых случаях музыкальная основа джингла создаётся с помощью музыкальных библиотек.

## Классификация
По длительности джинглы делятся на длинные, средние и короткие.
- Длинный джингл, или рамп (от англ. ramp — уклон), является переходным по текстуре и настроению. Состоит из музыкального отрезка, вокализа, вокальной пачки и звуковых эффектов. Также может присутствовать голос диктора. Длительность — до 30 секунд.
- Средний (основной) джингл состоит из музыкального отрезка, вокала и звуковых эффектов. Также может присутствовать голос диктора. Длительность — до 15 секунд.
- Короткий джингл, или шотган (от англ. shotgun — дробовик), базируется на вокальной пачке и звуковых эффектах. Длительность — от 1 до 3 секунд.
- Транзишн (англ. transition — переход) — джингл, предназначенный для смены темпа и настроения при переходе от одной песни к другой. Характеризуется схемами: fast-to-slow, slow-to-fast, mid-to-slow, fast-to-mid и так далее.

## Этапы создания
- Заполнение брифа на создание джингла
- Описание концепции
- Написание мелодии
- Проведение вокальной сессии
- Написание аранжировки
- Продакшн или сведение
- Мастеринг (процесс эквализации и динамической обработки)